# Potentilla glabriuscula
Potentilla glabriuscula är en rosväxtart som först beskrevs av Y, Uuml och Li, och fick sitt nu gällande namn av J. Soják. Potentilla glabriuscula ingår i Fingerörtssläktet som ingår i familjen rosväxter. Utöver nominatformen finns också underarten P. g. oligandra.